# Olivares de Júcar
Olivares de Júcar ist eine Gemeinde (Municipio) und ein Dorf mit 297 Einwohnern (Stand: 2024) in der Provinz Cuenca in der Autonomen Region Kastilien-La Mancha. 

## Lage
Olivares de Júcar liegt etwa 36 Kilometer südsüdwestlich von Cuenca in einer Höhe von ca. 900 m. Im Osten der Gemeinde wird der Río Júcar mit der Talsperre Alarcón aufgestaut.

## Bevölkerungsentwicklung
| 1970 | 1981 | 1991 | 2001 | 2011 | 2021 |
| ---- | ---- | ---- | ---- | ---- | ---- |
| 1202 | 850  | 677  | 540  | 393  | 297  |

## Sehenswürdigkeiten

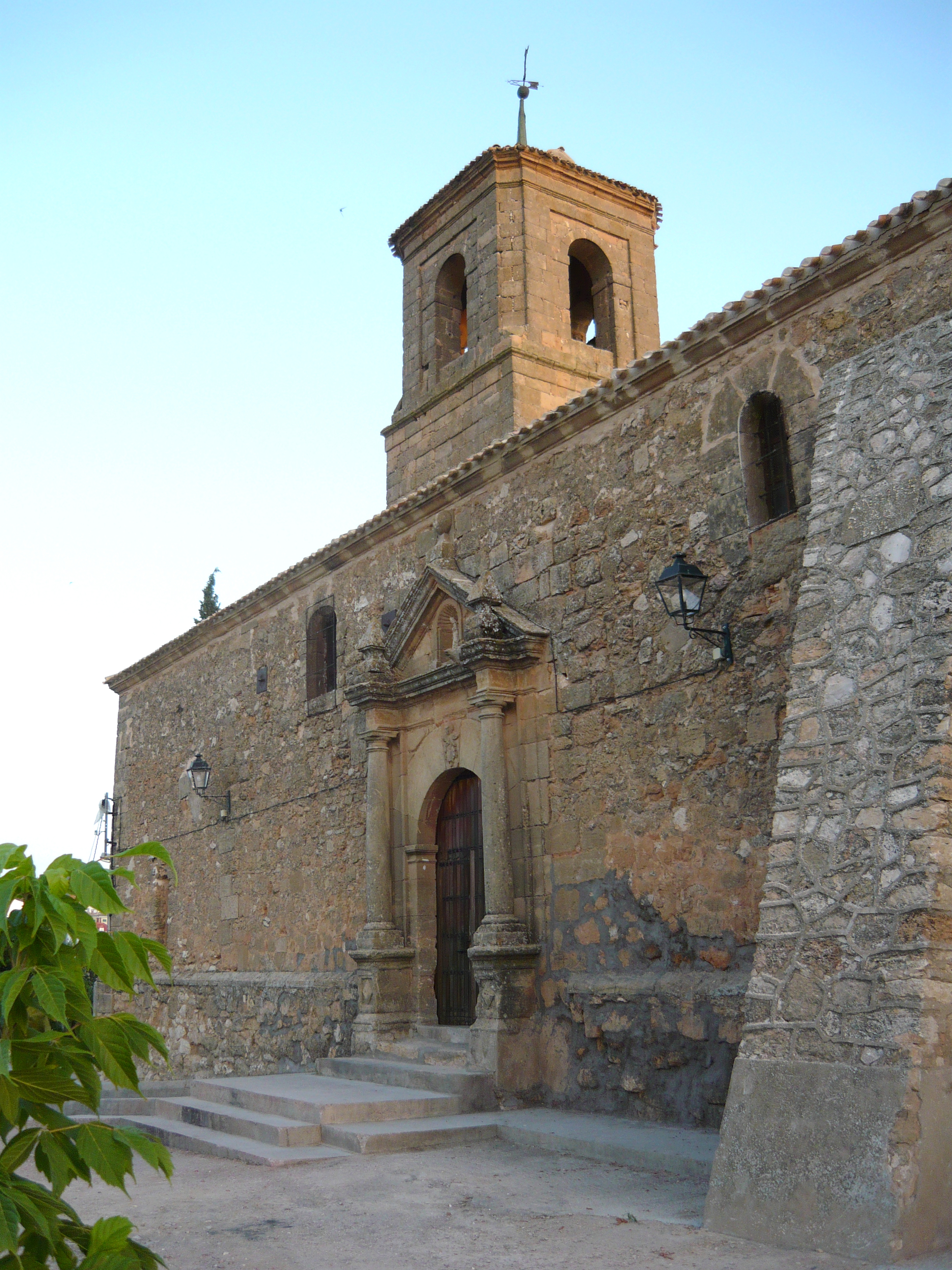
Kirche Mariä Himmelfahrt
- Rochuskapelle

- Kirche Mariä Himmelfahrt